# سيمون هاغتون
سيمون هاغتون (بالإنجليزية: Simon Haughton)‏ هو لاعب اتحاد الرغبي بريطاني، ولد في 10 نوفمبر 1975 في إنجلترا في المملكة المتحدة.